# Dragon Ball Z: Kono Yo de Ichiban Tsuyoi Yatsu
Dragon Ball Z: Kẻ mạnh nhất (ドラゴンボールZ　この世で一番強いヤツ Doragon Bōru Zetto Kono yo de ichiban tsuyoi yatsu), là bộ phim Dragon Ball Z thứ hai của loạt. Được sản xuất ờ Nhật Bản vào ngày 10 tháng 3 năm 1990 và ở Hoa Kỳ vào ngày 26 tháng 5 năm 1998.

## Tổng quan
Tiến sĩ gian ác Kochin đã sử dụng bảy viênngọc rồng để hồi sinh người thầy của mình là tiến sĩ Wheelo, nhằm thực hiện mưu đồ phá hủy thế giới. Tiến sĩ Wheelo, bị giết chết và cơ thể của hắn đã bị phá hủy bởi các trận tuyết lở cách đây năm mươi năm về trước, vì thế hắn luôn mong muốn chiếm lấy cơ thể của một chiến binh mạnh nhất thế giới. Hắn tin Roshi (Qui lão tiên sinh) là chiến binh mạnh nhất thế giới do đó hắn đã bắt cóc Bulma để ép buộc Roshi giao nộp chính mình. Khi Goku nghe tin về vụ bắt cóc, anh quyết định đến giải cứu họ.

## Lồng tiếng
| Nhân vật     | Lồng tiếng (Nhật Bản / Toei Animation) | Lồng tiếng (Tiếng Anh / Ocean Group) | Lồng tiếng (Tiếng Anh / FUNimation) |  |
| ------------ | -------------------------------------- | ------------------------------------ | ----------------------------------- |  |
| Goku         | Nozawa Masako                          | Peter Kelamis                        | Sean Schemmel                       |  |
| Gohan        | Nozawa Masako                          | Saffron Henderson                    | Stephanie Nadolny                   |  |
| Piccolo      | Furukawa Toshio                        | Scott McNeil                         | Christopher Sabat                   |  |
| Bulma        | Tsuru Hiromi                           | Lalainia Lindbjerg                   | Tiffany Vollmer                     |  |
| Krillin      | Tanaka Mayumi                          | Terry Klassen                        | Sonny Strait                        |  |
| Oolong       | Tatsuta Naoki                          | Alec Willows                         | Bradford Jackson                    |  |
| Chi-Chi      | Shō Mayumi                             | Lisa Ann Beley                       | Cynthia Cranz                       |  |
| Quy lão Kamê | Miyauchi Kōhei                         | Dave Ward                            | Mike McFarland                      |  |
| Rùa Con      | Ghori Daisuke                          | Don Brown                            | Christopher Sabat                   |  |
| Rồng thiêng  | Utsumi Kenji                           | Don Brown                            | Christopher Sabat                   |  |
| Biomen       | Shioya Kozo, Hitoshi Bifu              | Dave Ward                            | Chris Cason, John Burgmeier         |  |
| Kochin       | Yada Kōji                              | Ward Perry                           | Troy Baker                          |  |
| Kishime      | Kishino Yukimasa                       | Ward Perry                           | Chris Rager                         |  |
| Ebifurya     | Yamaguchi Ken                          | Don Brown                            | Matthew Tompkins                    |  |
| Misokatsun   | Ghori Daisuke                          | Alec Willows                         | Robert McCollum                     |  |
| Wheelo       | Nakata Kôji                            | Paul Dobson                          | R. Bruce Elliott                    |  |
| Narrator     | Yanami Jōji                            | Doc Harris                           | Kyle Hebert                         |  |

## Âm nhạc
- OP
  1. "CHA-LA HEAD-CHA-LA"
    - Lời: Mori Yukinojō, Nhạc: Kiyoka Chiho, Arrangement: Yamamoto Kenji, Thể hiện: Kageyama Hironobu
      - Lời bài hát
- IN
  1. ピッコロさん　だ~いすき♡ (Pikkoro-san　Da~isuki♡ I Lo~ve Mr. Piccolo♡?)
    - Lời: Taniho Chiroru, Nhạc: Ike Takeshi, Arrangement: Yamamoto Kenji, Thể hiện: Nozawa Masako (Son Gohan)
      - Lời bài hát
- ED
  1. 戦（I・KU・SA） (Ikusa (I-KU-SA) Battle?)
    - Lời: Satō Dai, Nhạc: Ike Takeshi, Arrangement: Yamamoto Kenji, Thể hiện: Kageyama Hironobu
      - Lời bài hát